# Csermánhegy
Csermánhegy (szlovákul: Čermáň) Nyitra városrésze Szlovákiában, a Nyitrai kerületben, a Nyitrai járásban.

## Fekvése
Nyitra központjától 5 km-re, délnyugatra fekszik.

## Története
A városi háztömbök között szigetként emelkedik ki az ősi szőlőhegy, ahol már a 9. században a támadások elleni menedékül szolgáló kisméretű vár állhatott.[forrás?] Régen a hegyet Borinának hívták és 1848-ig Nyitra akasztófahegye volt.

## Nevezetességei
Nevezetessége a 16. és 17. század fordulóján a török betörések megfigyelésére épített őrhely.